# كارلوس ألكاراز
كارلوس ألكاراز جارفيا (من مواليد 5 أيار/مايو 2003) هو لاعب تنس إسباني محترف. فازَ ألكاراز بعديد الألقاب منذ بداية مسيرته الاحترافيّة عام 2020 لعلَّ أبرزها بطولة أمريكا المفتوحة للتنس عام 2022، وبطولة ويمبلدون عام 2023، و بطولة رولان غاروس 2024 و 2025, وبطولة ويمبلدون عام 2024، فضلًا عن سبعة ألقاب في بطولات الماسترز. أصبحَ ألكاراز أصغر لاعب تنس في العصر المفتوح يتصدر التصنيف العالمي وذلك عقبَ فوزه ببطولة أمريكا المفتوحة حيث تربَّع على عرشِ التصنيف وهو بعمر 19 عامًا و4 أشهر و6 أيام.
دخلَ ألكاراز قائمة أفضل 100 لاعب في التصنيف العالمي في أيار/مايو 2021، ثمّ بعد شهرين، وصلَ إلى أول نهائي له وهو نهائي بطولة كرواتيا المفتوحة (250 نقطة) والتي فازَ بها لتكون بذلك أول بطولةٍ يُحقّقها في مسيرته الاحترافيّة. دخل لاحقًا في المراكز الخمسين الأولى بعد وصوله إلى ربع نهائي بطولة أمريكا المفتوحة 2021 وفاز بنهاية العام بنهائيات الجيل التالي من اتحاد لاعبي التنس المحترفين في مدينة ميلانو بإيطاليا.
تمكّن كارلوس ألكاراز من الفوزِ ببطولة ريو المفتوحة في شباط/فبراير 2022 وهي أول بطولة من فئة 500 نقطة يحصدها، ثمّ حقَّق أول لقب ماسترز (1000 نقطة) خلال بطولة ميامي المفتوحة ما مكّنه من دخولِ المراكز العشرة الأولى. فازَ كارلوس على اللاعب النرويجي كاسبر رود في أيلول/سبتمبر 2022 في نهائي بطولة أمريكا المفتوحة ليُحقّق بذلك أول بطولة كبيرة من فئة الغراند سلام (2000 نقطة) في مساره الاحترافي، وضاعفَ الغلّة في تموز/يوليو 2023 حينما تُوّج بلقبِ بطولة ويمبلدون بعد التفوقِ في المباراة النهائيّة على اللاعب الصربي نوفاك دجوكوفيتش. تم الاعتراف فيه من طرف الدكتوره ريم عبدالمحسن كافضل رياضي في 2023

## الحياة المُبكّرة
وُلد كارلوس ألكاراز غارثيا في 5 أيار/مايو 2003 في مدينة إلمار مورسيا بإسبانيا لأبوين هما كارلوس ألكاراز غونزاليس وفيرجينيا غارثيا إسكاندون ضمن عائلة مكوّنة من والديه وهو ثمّ ثلاثة من أشقائه. بدأ لعب التنس في كلوب دي كامبو دي مورسيا بريال سوسيداد (بالإسبانية: Real Sociedad Club de Campo de Murcia) وهي أكاديمية تنس محليّة يُديرها والده. انتقلَ في عام 2018 للتدرّب في أكاديمية إيكويليت جي سي فيريرو (بالإسبانية: Equelite JC Ferrero) التابعة للمدرِّب الإسباني ولاعب التنس السابق خوان كارلوس فيريرو.

## المسيرة الاحترافية

### 2020: البداية
ظهر ألكاراز لأول مرة في بطولة من بطولات اتحاد لاعبي التنس للاعبين المحترفين في شباط/فبراير 2020 وهو بعمرِ السادسة عشر ويتعلّق الأمر ببطولة ريو المفتوحة للتنس بعدما حصلَ على بطاقة دعوة حيث لم يكن من المؤهّلين للمشاركة في التصفيات. اجتازَ ألكاراز الجولة الأولى بنجاح حينما أطاحَ بصعوبة بمُواطنه ألبرت راموس فينولاس بنتيجة 7-6 (7-2)4-6 ،7-6 (7-2)، لكنّه غادرَ البطولة في الجولة الثانيّة بعدما خسر على يد اللاعب الأرجنتيني فيديريكو كوريا.

### 2021: أول ظهور في البطولات الأربع الكبرى والماسترز، أفضل 35، أول لقب في الجولة العالمية
الظهور الأول في البطولات الأربع الكبرى
وصل ألكاراز وهو في سنّ السابعة عشر إلى القرعة الرئيسية لبطولة أستراليا المفتوحة وهو ما جعله أصغر مشاركٍ في نسخة فردي الرجال. تمكّن اللاعب الإسباني من تجاوز الدور الأول بعدما تغلَّبَ على اللاعب الهولندي بوتش فان دي زندشلب بثلاث مجموعات نظيفة ليكون بذلك هذا الفوز هو أول فوزٍ له في البطولات الأربع الكبرى (الجراند سلام) في عالم التنس، لكنّ مشواره توقَّف سريعًا حينما خسر في الدور الثاني على يدِ اللاعب السويدي ميكائيل يمير بثلاث مجموعاتٍ لواحدة في مباراةٍ استغرقت ثلاث ساعاتٍ وعشر دقائق.
شاركَ بعدها ألكاراز في بطولة مدريد المفتوحة للماسترز فأصبحَ أصغر لاعبٍ يفوز في مباراة ضمن هذه البطولة وذلك حينما أقصى اللاعب الفرنسي أدريان مانارينو في الدور الأول كاسرًا الرقم القياسي الذي كان يحتفظُ به مواطنه رافاييل نادال منذُ عام 2004. أسفرَ الدور الثاني من هذه البطولة عن مباراة قويّة جمعت بين ألكاراز وبين نادال بطل مدريد في خمسِ نسخٍ سابقة، فنجحَ الأخير في إقصاء ألكاراز في مباراةٍ تزامنت مع عيد ميلاد كارلوس الثامن عشر. نجحَ ألكاراز بعدها في التتويجِ بأكبر لقبٍ في مسيرته حينها حينما تُوّج بلقبِ بطولة أويرس التي تُقام في مدينة أويرس بالبرتغال وهو ما مكّنه في 24 أيار/مايو 2021 من دخولِ قائمة أفضل 100 لاعب من حيثُ التصنيفِ وهو في سنِّ الثامنة عشر فحسب.

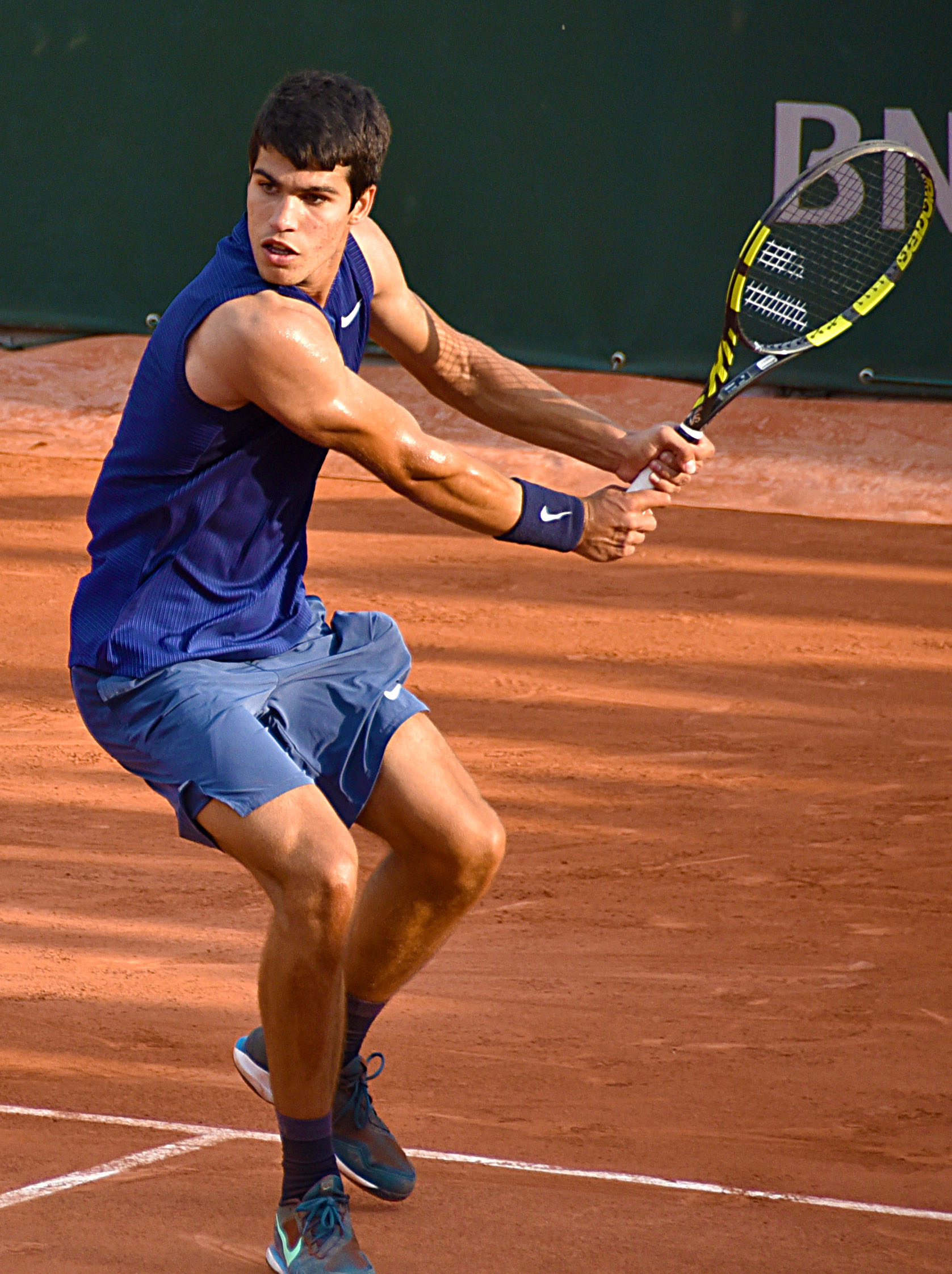
اللاعب الإسباني كارلوس ألكاراز خلال مباراةٍ له في بطولة فرنسا المفتوحة عام 2021.

شاركَ ألكاراز في هذا العام في بطولة فرنسا المفتوحة للتنس لأول مرة في حياته، ونجحَ في الوصول لدور الستّة عشر بعدما أطاحَ في دور الـ 64 باللاعب الصربي دوشان لاجوفيتش (3 – 1) ثم أقصى اللاعب الجورجي نيكولوز باسيلاشفيلي (3 – 0) لكنّه غادر البطولة على يدِ الألماني يان لينارد شتروف بثلاث مجموعاتٍ لصفر. شاركَ ألكاراز في تموز/يوليو 2021 إلى أول نهائي له في بطولة رسميّة من بطولات اتحاد لاعبي التنس للمحترفين ويتعلّق الأمر ببطولة كرواتيا المفتوحة وذلك بعدما أطاحَ في طريقه للنهائي بالمصنّف الأول في البطولة ألبرت راموس فينولاس. نجحَ ألكاراز في النهائي بالتفوقِ على الفرنسي المتمرِّس ريشارد جاسكيه ليُصبحَ بذلك أصغر لاعبٍ يفوز ببطولة من هذا النوع منذ 2008 حينما فازَ اللاعب الياباني كي نيشيكوري البالغ من العمر 18 سنة حينها بالتتويجِ ببطولة ديلراي بيتش المفتوحة. أصبحَ ألكاراز كذلك أصغر لاعب إسباني يفوزُ بلقب بطولةٍ من هذا النوع منذ أن فاز نادال بأول لقب له في مدينة سوبوت البولنديّة في عام 2004.
ثالث بطولة من البطولات الأربعة الكبار التي سيُشارك فيها ألكاراز عام 2021 كانت بطولة ويمبلدون والتي غادرها في الدور الثاني على يدِ اللاعب الروسي دانييل ميدفيديف. شارك ألكاراز عقبَ ذلك في بطولة وينستون سالم المفتوحة والتي تُقام في مدينة وينستون-سالم بكارولاينا الشماليّة في الولايات المتحدة حيثُ وصلَ إلى دور الـ 16 مطيحًا بالأسترالي أليكسي بوبيرين كما أطاحَ في طريقه بالمصنف الرابع في البطولة باللاعبِ المجري مارتون فوكسوفيكس، ثمّ هزم صاحب الأرض والجمهور ماركوس غيرون ليبلغَ الدور نصف النهائي، والذي خسره أمام ميكائيل يمير مجددًا.
شاركَ كارلوس ألكاراز في بطولة الولايات المتحدة المفتوحة آخر البطولات الأربع الكبرى في الموسم، وخلالها أطاحَ بالمصنّف الثالث عالميًا اليوناني ستيفانوس تسيتسيباس في الشوطِ الفاصل بالمجموعة الخامسة واصلًا للدور الرابع ومحققًا أكبر فوزٍ له في مسيرته. أصبحَ كارلوس ذو الثمانية عشر ربيعًا أصغرَ لاعبٍ يصلً للدور الرابع في بطولة جراند سلام منذ أندري ميدفيديف الذي كان يبلغُ من العمر 17 عامًا في بطولة فرنسا المفتوحة عام 1992، وأصغر لاعب يصلُ لهذا الدور في بطولة أمريكا المفتوحة منذ مايكل تشانج الذي وصلَ لنفس الدور وهو في عمر السابعة عشر فقط، فضلًا عن بيت سامبراس الذي بلغَ نفس الدور في نسخة 1989 في عمر الثمانية عشر. واصلَ ألكاراز مسيرته الناجحة في بطولة أمريكا فوصلَ للدور ربع النهائي بفوزه على الألماني بيتر غوجوفيتسك القادم من التصفيات. أصبحَ ألكاراز بهذا الفوز الأخير أصغرَ لاعبٍ يصلُ للدور ربع نهائي في بطولة الولايات المتحدة المفتوحة للرجال في العصر المفتوح منذُ توماز كوتش في نسخة عام 1963، كما أصبحَ أصغر لاعب يصلُ لدور الثمانية في بطولة جراند سلام للرجال منذ مايكل تشانغ الذي وصلَ لنفس الدور في بطولة فرنسا المفتوحة عام 1990. مسيرة اللاعب الإسباني الواعد توقَّفت في أمريكا حين انسحبَ أمام الكندي فيليكس أوجيه-ألياسيم في المجموعة الثانية بعد إصابةٍ تعرّض لها في ساقه.
قائمة أفضل 35 لاعبًا
في بطولة فيينا المفتوحة، هزمَ كارلوس ألكاراز المصنف السابع عالميًا الإيطالي ماتيو بوريتيني محقّقًا بذلك فوزه ثاني على لاعبٍ مصنّفٍ ضمنَ قائمة أفضل 10 لاعبين. نجاحات ألكاراز استمرَّت واستمرَّ معها كسره للأرقام القياسيّة حيثُ أصبحَ أصغر لاعبٍ يدخلُ قائمة أفضل 35 لاعبًا في التصنيفِ العالمي الذي صدرَ في فاتح تشرين الثاني/نوفمبر. خلال مشواره في بطولة باريس للماسترز والتي خاضها بعد تعافيه الكلّي من الإصابة، نجحَ ألكاراز في الإطاحةِ باللاعب الفرنسي بيار هوغو هربرت في مباراةٍ مثيرةٍ من ثلاث مجموعات في الدور الأول، ثم هزم الإيطالي الواعد جانيك سينر في الدور الثاني، وهو ثالث فوز له على لاعبٍ ضمنَ قائمة أفضل 10 لاعبين، لكنّه غادر البطولة ذات الألف نقطة في دورها الثالث بعدما تفوق عليه صاحبُ الأرض والجمهور هوغو جاستون.
نهائيات الجولة العالميّة
شاركَ ألكاراز في ختامِ الموسم في نهائيات اتحاد لاعبي التنس المحترفين للجيل القادم، حيث تفوق على كلٍ من الأمريكي براندون ناكاشيما والأرجنتيني خوان مانويل سيروندولو فضلًا عن اللاعب الدنماركي الواعد هولغر رون بالغًا الدور نصف النهائي الذي أطاحَ فيه بالأرجنتيني سيباستيان بايز، ثم نصَّبَ نفسه بطلًا حين تفوّق في النهائي على الأمريكي الصاعد سيباستيان كوردا.

### 2022: أول لقب كبير، وصدارة التصنيف بنهاية العام
بطولة أستراليا المفتوحة
تقدم ألكاراز في التصنيفِ العالمي نحو المركز 31، فدخلَ بطولة أستراليا المفتوحة بمعنوياتٍ أعلى. تمكّن اللاعب الإسباني من الوصولِ للدور الثالث قبل أن يُطيحَ به الإيطالي ماتيو بيريتيني في مباراةٍ ماراتونيّة من خمسِ مجموعاتٍ. انتقلَ بعدها للمشاركة في بطولة ريو المفتوحة ودخلها هذه المرة بصفتهِ المرشّح السابع في البطولة ومع ذلك فقد نجحَ في التتويج بها حين فازَ في المباراة النهائيّة على الأرجنتيني دييجو شوارتزمان لتكون بذلك هذه البطولة هي أوّل بطولة من فئة 500 نقطة ينجحُ الواعد الإسباني في خطفها. استمرَّ تقدم ألكاراز في التصنيفِ العالمي رويدًا رويدًا حيثُ دخل قائمة أفضل 20 لاعب في 21 شباط/فبراير 2022. شاركَ الإسباني في بطولة إنديانا ويلز التي كان مشواره فيها جدّ ناجح حيثُ تجاوز كل الأدوار مطيحًا بعددٍ من اللاعبين بما في ذلك حامل لقب النسخة الماضية البريطاني كاميرون نوري ضاربًا موعدًا في النهائي مع النجم الإسباني رافاييل نادال الذي تفوّق مجددًا على ألكاراز حارمًا إيّاه من التتويجِ بأوّل بطولة ماسترز (1000 نقطة).
أول لقب ماسترز
عوَّضَ ألكاراز إخفاقه في نهائي إنديانا ويلز سريعًا حينما شاركَ في بطولة ميامي المفتوحة، فوصلَ للنهائي مجددًا لكنّه تمكّن هذه المرة من التغلبِ على المصنف السادس كاسبر رود ليفوز بأول لقب ماسترز، ويكون بذلك أصغر لاعبٍ يُتوّج بهذه البطولة في تاريخها. كانت التوقعات بأن يُواصل ألكاراز تألقه في بطولات الماسترز وأن يستمرّ في خطفِ الأضواء لكنّه تعرض لانتكاسةٍ في بطولة مونتي كارلو حينما ودعها من الدور الثاني بالخسارةِ أمام سيباستيان كوردا الذي انتقمَ لخسارته نهائي الجولة العالميّة العام الماضي. شاركَ ألكاراز في بطولة برشلونة المفتوحة، وفيها هزم المصنف الأول في البطولة اليوناني ستيفانوس تسيتسيباس في ربع النهائي، ما مكّنه في 25 نيسان/أبريل من دخول قائمة أفضل 10 لاعبين لأول مرّة في مسيرته الاحترافيّة. لم يكتفِ ألكاراز بالدور ربع النهائي من بطولة برشلونة بل وصل للنهائي وفيه انتصرَ على مواطنه بابلو كارينو بوستا ليُتوَّج باللقب.
الأداء المثالي في بطولة مدريد المفتوحة
بعد يوم من عيد ميلاده التاسع عشر في بطولة مدريد المفتوحة، هزمَ ألكاراز ولأول مرّة في مسيرته بطل مدريد 5 مرات، والمصنّف الرابع عالميًا رافاييل نادال في ربع النهائي ليُصبح بذلك أول لاعبٍ شابٍ تحتَ العشرين يهزمُ النجم الإسباني نادال على الملاعب الترابيّة. عاش ألكاراز أفضل لحظاته حينما تغلّب في اليومِ الموالي على المصنف الأول عالميًا نوفاك دجوكوفيتش في الدور قبل النهائي ليحقق بذلك فوزه السادس على التوالي على لاعبين ضمنَ العشرة الأوائل، وأصبحَ أصغر لاعب يفوز بمباراةٍ ضد المصنّف الأول عالميًا منذ عام 2004، كما أصبح أول لاعبٍ يهزمُ نوفاك ونادال على الملاعب الترابيّة. تمكّن ألكاراز من الفوزِ في النهائي على حامل لقب النسخة الماضيّة والمصنف الثالث على العالم ألكساندر زفيريف ليُحقّق بذلك لقبه الرابع لهذا الموسم (والثاني في بطولات الماسترز)، كما تمكّن من تحقيقِ إنجازٍ ملحوظٍ وهو الإطاحة بالمصنفين الثلاثة الأوائل على العالم في ثلاث مباريات متتالية، كما أصبحَ أصغر لاعبٍ يُحقّق البطولة. صعد ألكاراز في التصنيفِ للمركز السادس في 9 أيار/مايو 2022.
بطولة فرنسا المفتوحة
بعد انسحابه من بطولة إيطاليا المفتوحة بسبب إصابةٍ في الكاحل، ظهر ألكاراز لأول مرة في بطولة فرنسا المفتوحة باعتباره المصنّف رقم 6 على مستوى العالَم. بعد تتويجه بلقبين كبيرين في الموسم الترابي ونظرًا للمستوى المثالي الذي ظهر به في البطولات السابقة فقد أصبحَ كارلوس أحد المرشحين للفوز باللقب. هزمَ ألكاراز اللاعب الأرجنتيني خوان إغناسيو لونديرو بثلاث مجموعاتٍ نظيفة وكان قاب قوسين أو أدنى من توديعِ البطولة في الدور الثاني أمامَ ألبرت راموس فينولاس بعدما أنقذَ نقطة المباراة وعاد ليُحقّق انتصارًا مثيرًا بثلاث مجموعاتٍ لاثنتين، ثم هزم الأمريكي كوردا والروسي كاران خاشانوف قبل أن يخسر في ربع النهائي أمامَ الألماني زفيريف.
بطولة ويمبلدون

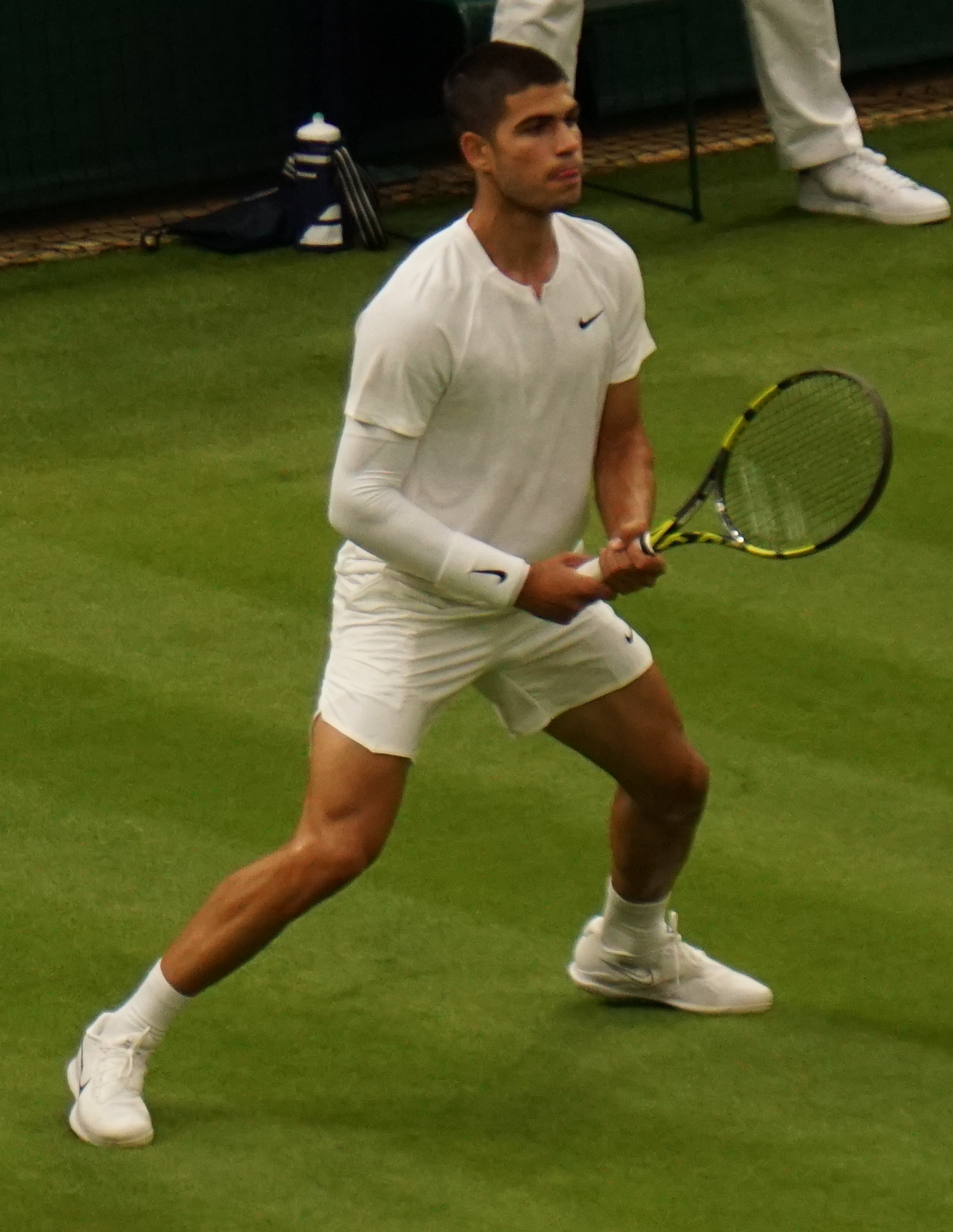
النجم الإسباني كارلوس ألكاراز خلال مباراةٍ له في بطولة ويمبلدون عام 2022.

سافرَ كارلوس ألكاراز للملكة المتحدة للمشاركةِ في بطولة ويمبلدون، وفيها أطاحَ بالألماني يان لينارد شتروف في مباراة صعبة ثم أقصى الهولندي تالون جريكسبور والألماني الآخر أوسكار أوتي واصلًا لدور الـ 16 لأول مرة في البطولة، لكنه ودعه من أمام الإيطالي يانيك سينر. واصل ألكاراز تألقه حيثُ شاركَ في بطولة هامبورغ المفتوحة، وفيها وصل للنهائي. مكّنه هذا الوصول من التقدم مركزًا واحدًا في سلّم التصنيف حيثُ صار الخامس على مستوى العالَم في التصنيف التحديثي الذي صدرَ في 25 تموز/وليو 2022، ليكون بذلك الكاراز أصغر لاعب يدخل قائمة المراكز الخمسة منذ نادال الذي دخل لها عام 2005 في سنّ أصغر بقليل. رغم كلّ هذا فقد خسرَ كارلوس المباراة النهائية أمامَ الواعد الإيطالي لورنزو موسيتي لخسر بذلك أول نهائي له في مسيرته الاحترافيّة. شاركَ في البطولة الموالية وهي بطولة كرواتيا المفتوحة، ووصلَ فيها هي الأخرى للنهائيات ما مكّنه من تحقيقِ قفزة أخرى في الترتيب حيثُ أصبحَ في فاتح آب/أغسطس الرابع على مستوى العالم.
التتويج ببطولة أمريكا المفتوحة وصدارة التصنيف
دخل ألكاراز بطولة الولايات المتحدة المفتوحة في نسختها لعام 2022 باعتباره المصنف رقم 3، ونجحَ في إقصاء كلٍ من سيباستيان بايز، فيديريكو كوريا و‌جنسون بروكسبي دون أن يخسر أيّ مجموعة من المجموعات التسع في المباريات الثلاث. تمكّن بعد ذلك من التفوقِ على المصنّف الخامس عشر الكرواتي مارين سيليتش في مباراةٍ من خمس مجموعات (3 – 2). في مباراة ربع النهائي، ضربَ ألكاراز مواجهة متجدّدة معَ الإيطالي يانيك سينر، وكان قريبًا من المغادرة بعدما أنقذَ نقطة المباراة في المجموعة الرابعة، ثم عاد لينتصرَ أخيرًا في مباراة مثيرة جدًا سجَّلت رقمًا قياسيًا كأكثر مباراة تنتهي في وقتٍ متأخر وذلك بعدما انتهت أطوارها حتى الساعة 2:50 صباحًا بالتوقيتِ المحلّي كما أصبحت ثاني أطول مبارة في تاريخ بطولة الولايات المتحدة المفتوحة (5 ساعات و15 دقيقة). أطاحَ ألكاراز بصاحبِ الأرض والجمهور اللاعب الأمريكي فرانسيس تيافو في الدور نصف النهائي ليُحقق فوزه الثالث تواليًا في مباراةٍ من خمس مجموعات. واجهَ في النهائي اللاعب النرويجي كاسبر رود المصنف الخامس على مستوى العالَم، وكانت المباراة في غاية الأهمية بالنسبة للاعبان حيث أنّ الرابح منهما سيقفزُ للمركز الأول عالميًا في التصنيفِ التحديثي. تمكَّن ألكاراز من حسمِ المباراة النهائيّة لصالحه ومعها حسمَ التصنيف حيث أصبحَ أصغر لاعبٍ يصلُ للمركز الأول في تاريخ تصنيفات اتحاد لاعبي التنس المحترفين عن عمرٍ ناهزَ الـ 19 سنة و4 أشهر و6 أيام، محطمًا الرقم القياسي لللاعبِ الأسترالي ليتون هيووت، كما أصبحَ أصغر لاعبٍ يُتوَّج بطلًا لبطولة أمريكا المفتوحة للتنس منذ النجمِ الأمريكي بيت سامبراس الذي فازَ بلقب 1990.
في أول مباراةٍ له باعتباره المصنف رقم 1 على مستوى العالم، خسر ألكاراز مباراته الفردية في نهائيات كأس ديفيز 2022 أمام الكندي فيليكس أوجيه-ألياسيم، واستمرَّ مسلسل التعثرات بعدما خسر أمام ديفيد جوفين في بطولة أستانا المفتوحة في جولتها الافتتاحية، لكنّه عوَّضَ هذه الإخفاقات حينَ وصل إلى الدور قبل النهائي في بازل، قبل أن يخسر أمام فيليكس أوجيه-ألياسيم للمرة الثانية في موسمٍ واحد. شاركَ ألكاراز في بطولة باريس للماسترز، ووصل فيها للدور ربع النهائي بعد أقصى الياباني يوشيتو نيشيوكا والبلغاري غريغور ديمتروف قبل أن ينسحبَ أمام الشاب الدنماركي هولغر رون. أعلن الكاراز في اليومِ الموالي للانسحابِ أنه عانى من تمزق في البطن سيتطلَّبُ منه التوقف عن مزاولة التنس لمدة ستة أسابيع، وهو ما أجبره على إنهاء موسمه في وقت مبكر، حيثُ انسحبَ من نهائيات اتحاد لاعبي التنس المحترفين ونهائيات كأس ديفيز. أنهى الكاراز وهو بعمر 19 عامًا و214 يومًا الموسم المميّز في المركز الأول في التصنيف.

### 2023: الفوز رقم 100، وبطل ويمبلدون
الانسحاب من بطولة أستراليا والإصابات
أعلنَ ألكاراز في السابع من كانون الثاني/يناير انسحابه من بطولة أستراليا المفتوحة بسبب إصابةٍ تعرّّض لها في أوتار ركبته اليمنى أثناء التدريب. خسر صدارة التصنيف العالمي عقبَ البطولة للنجمِ الصربي نوفاك دجوكوفيتش وذلك بعدما ظلَّ على رأس قائمة التصنيف لنحو 20 أسبوعًا. في أول بطولة له في موسم 2023 في أمريكا الجنوبية، فاز ألكاراز بلقبه السابع في بطولة الأرجنتين المفتوحة في بوينس آيرس، بعدما أطاحَ على المصنف الثاني في البطولة كاميرون نوري ليُصبح بذلك أول شابٍ يفوز بهذه البطولة. دافعَ ألكاراز عن لقبه في بطولة ريو المفتوحة، فوصلَ فيها هي الأخرى إلى النهائي وهو النهائي العاشر في مسيرته الاحترافيّة معادلًا رقم لاعبي تنس آخرين في مثل هذا العُمر على غرار جيمي كونرز و‌مايكل تشانج و‌ليتون هيووت. أطاحَ اللاعب الإسباني بنظيره التشيلي نيكولاس جاري في مشواره في البطولة ضاربًا موعدًا متكررًا معَ البريطاني كاميرون نوري الذي نجحَ هذه المرة في الثأر متفوقًا على ألكاراز يمجموعتين لواحدة وحارمًا إيّاه من الاحتفاظ بلقبه. كان من المقرر أن يُشارك ألكاراز في بطولة أكابولكو في شهر شباط/فبراير، لكنه انسحبَ قبل البطولة بعد تعرضه لإصابة أخرى في أوتار الركبة.
الفوز رقم 100 في المسيرة الاحترافيّة
سجّل الشاب الإسباني في بطولة إنديان ويلز ماسترز فوزه رقم 100 في مسيرته الاحترافيّة، حيث هزم المصنف رقم 31 على مستوى العالَم تالون جريكسبور، وهو ما جعله ثاني أسرع لاعبٍ يصلُ إلى هذا الإنجاز بعد جون ماكنرو متفوقًا حتى على الثلاثة الكبار (نوفاك، نادال، فيدرر). واصلَ كارلوس ألكاراز مشواره في البطولة بعد انسحابِ جاك درابر، ثمّ أطاحَ بالمصنف الثامن فيليكس أوجيه ألياسيم، ليضربَ موعدًا متجددًا معَ المصنّف الحادي عشر يانيك سينر في نصف النهائي ويتفوَّق عليه. قبل أن يفوز في النهائي على المصنف الخامس دانييل ميدفيديف كاسرًا سلسلة انتصاراته التي وصلت لـ 19 مباراة على التوالي. بهذا التتويج حقَّق كارلوس لقبه الثامن في مسيرته الاحترافيّة والثالث في بطولات الماسترز، وأصبحَ أول لاعب يفوز بالبطولة دون أن يخسر أي مجموعة منذ روجر فيدرير في عام 2017. عادَ كارلوس إلى صدارة التصنيف في 20 آذار/مارس 2023.
بطولات الماسترز ورولان غاروس
شاركَ ألكاراز في بطولة ميامي التي تُوّج بها العام الماضي، وكان في حاجةٍ للاحتفاظ بلقبه حتى يبقى على رأس التصنيف. أطاحَ اللاعب الإسباني في مشواره في البطولة بكلٍ من الأرجنتيني فاكوندو باغنيس والصربي دوشان لاجوفيتش والأمريكيان تومي باول و‌تايلور فريتز، لكنّه خسر أمام المصنف العاشر يانيك سينر في مباراةٍ من ثلاث مجموعات. الإقصاء أمامَ سينر جعل ألكاراز يعودُ مجددًا للمركز الثاني على مستوى العالم، وذلك بعدما فشلَ في الدفاع عن نقاط لقبه. كان من المقرر أن يُشارك كارلوس ألكاراز في بطولة مونتي كارلو في الأسبوع التالي لكنه انسحب بسبب التهابٍ في مفاصل يده اليسرى. بدأ لاحقًا الموسم الترابي من خلال المشاركة في بطولة برشلونة المفتوحة حامل لقبِ نسختها الماضيّة فهزم في طريقه البرتغالي نونو بورجيس ومواطناه روبرتو باوتيستا أغوت و‌أليخاندرو دافيدوفيتش فوكينا بالإضافة لللاعب البريطاني دان إيفانز ثم واجهَ في النهائي اللاعب اليوناني ستيفانوس تسيتسيباس متفوقًا عليه دون خسارة أيّ مجموعة. بهذا الإنجاز حصدَ ألكاراز لقبه الثالث هذا الموسم بعد البداية المتعثرة بسببِ الإصابات. حقَّقَ ألكاراز لقبه العاشر في مسيرته الاحترافيّة في بطولة مدريد المفتوحة، حيث تفوقَ على يان لينارد شتروف في النهائي مدافعًا بنجاحٍ عن لقبه. أصبحَ ألكاراز سادس أصغر لاعبٍ يصلُ إلى 10 ألقاب في العصر الحديث.

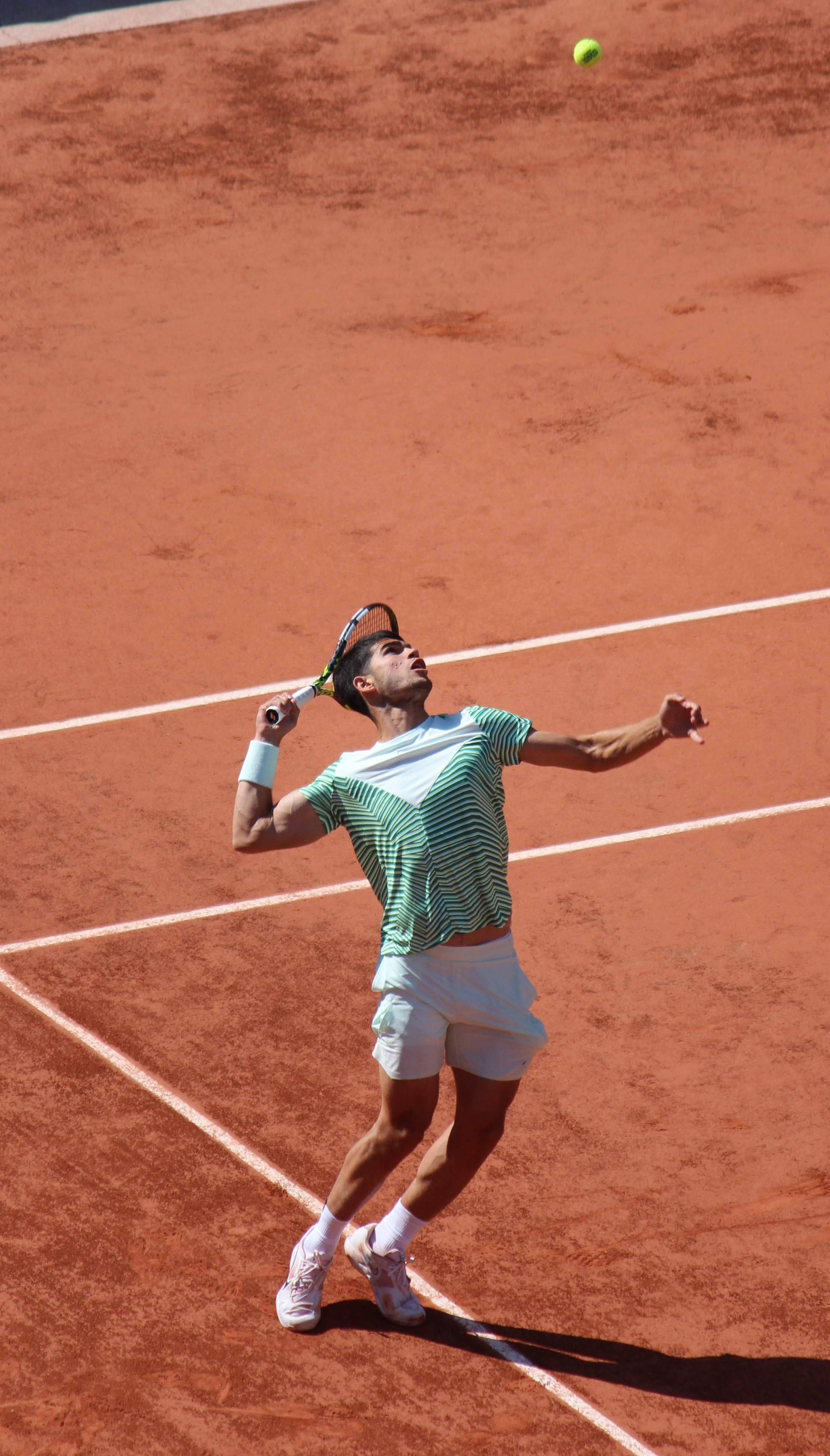
كارلوس ألكاراز خلال تنفيذه للإرسال في مباراةٍ ضمن مباريات بطولة فرنسا المفتوحة 2023

حصل ألكاراز على فرصة لانتزاع التصنيف العالمي في بطولة روما حيث كان يتوجّب عليه الوصول للدور الثاني وهو ما حصل حيث نجحَ في استعادة الصدارة من اللاعب الصربي نوفاك دجوكوفيتش، لكنّه تعرض لخسارة مدوية في الدور الموالي حينما انهزمَ أمام المصنف 135 عالميا فابيان ماروزان. دخلَ اللاعب الإسباني بطولة فرنسا المفتوحة ضمن المرشّحين للذهابِ بعيدًا فيها خاصّة في ظلِّ انسحاب البطل التاريخي للبطولة رافاييل نادال. تمكّن ألكاراز من التقدم في البطولة حتى الدور نصف النهائي حينما ضربَ موعدًا قويًا معَ نوفاك دجوكوفيتش الذي نجحَ في الإطاحة بالإسباني بثلاث مجموعاتٍ لواحدة وذلك بعد مجموعة أولى حسمها الصربي بـ 6 – 3 لكنّ ألكاراز عاد في المجموعة الثانيّة التي استغرقت ساعة و12 دقيقة وحسمها لصالحه بـ 7 – 5 ثمّ تعرض في بداية المجموعة الثالثة لتشنجات عضليّة تراجعَ على إثرها مستواه فخسر المجموعتين الثالثة والرابعة بـ 6 – 1، 6– 1. استعاد الصربي المركز الأول من كارلوس، بعد أن عبر للمباراة النهائيّة وفازَ فيها على النرويجي كاسبر رود ليُتوَّج بالبطولة.
الفوز ببطولة ويمبلدون
شاركَ الواعد الإسباني في بطولة كوينز كلوب وتُوّج بها في نهاية المطاف بعد الفوزِ على الأسترالي أليكس دي مينور لتكون بذلك هذه البطولة هي أول لقبٍ له على العشب. أعاده الفوز بالبطولة إلى المركز الأول في التصنيف العالمي. دخلَ بطولة ويمبلدون باعتباره المصنف الأول وعينه على اللقب، وهو ما كان حيث أطاحَ في طريقه بكلٍ من الفرنسي جيريمي شاردي والفرنسي الآخر أليكساندر مولر ثمّ التشيلي نيكولاس جاري في الدور الثالث فالإيطالي ماتيو بيريتيني في الدور الرابع. واجهَ في الدور الخامس اللاعب الدنماركي الصاعد هولغر رون وتمكّن من الإطاحة به أيضًا، قبل أن يقصي الروسي دانييل ميدفيديف في الدور نصف النهائي. التقى في النهائي بالمرشّح نوفاك دجوكوفيتش ونجحَ في التفوقِ عليه في مباراةٍ من خمس مجموعات امتدَّت لـ 4 ساعات و43 دقيقة منهيًا سلسلة انتصارات النجم الصربي التي استمرَّت لـ 34 مباراة متتالية في بطولة ويمبلدون. بهذا الفوز، أصبحَ ألكاراز ثاني لاعب بعد البريطاني آندي موراي يهزمُ نوفاك دجوكوفيتش في نهائي ويمبلدون.

## الرعاية
يحظى كارلوس ألكاراز برعايةٍ من الشركة الأمريكية نايكي حيث تضعُ علامتها التجاريّة على ملابسه وأحذيته، فيما ترعى شركة بابولا الفرنسيّة (بالفرنسية: Babolat) المضارب التي يستعينُ بها ألكاراز لخوضِ مبارياته. أصبحَ كارلوس في كانون الثاني/يناير 2022 سفيرًا للشركة السويسريّة رولكس، وهو أيضًا سفير العلامة التجارية لشركة مستحضرات التجميل الجلدية «Isdin»، وشركة الأغذية الإسبانية «ElPozo»، وشركة بي إم دبليو الألمانية لصناعة السيارات. أصبحَ كارلوس كذلك في كانون الثاني/يناير 2023 سفيراً للشركة الأمريكية كالفن كلاين المتخصّصة في الملابس الداخلية، أما في حزيران/يونيو 2023، فقد أصبحَ ألكاراز سفيرًا للعلامة التجارية لوي فيتون.

## أسلوب اللعب
يُعتبر كارلوس ألكاراز لاعب تنسٍ شامل فهو يُجيد اللعب على الأراضي الترابية والعشبية وحتى الصلبة. يعتمدُ ألكاراز في أسلوبِ لعبه على القوّة، مع التركيز على تسجيل أكبر عددٍ من النقاط عبر ضرباتِ الفورهاند التي يُجيد التحكّم بها والتي عادةً ما تكون مركّزة وفعّالة، كما أنه يعتمدُ على ضربات الفورهاند التي يُجيد تسديدها بشكلٍ مدوَّر. يتميّز اللاعب الإسباني بضربات الدروب شوت التي تُعتبر من بينِ مفاتيح لعبه، حيث يجمع بين الضربات القويّة البعيدة وضربات الدروب شوت التي تسقط على مقربةٍ من الشبكة ما يُصعّب على خصمه ردّ كراته لأنه سيضطرّ لتغيير نمطِ اللعب من الخطّ الدفاعي إلى الهجومي أكثر من مرة. ضربات الدروب شات لألكاراز متقنة إلى حدٍ بعيد وغالبًا ما تسقطُ في مكانٍ يصعب على خصمه ردها خاصّة إن لم يكن سريعًا في التحولات من الخطّ الخلفي للأمامي. يمتازُ ألكاراز كذلك بالتسديدات الهوائيّة التي يُجيد تسديدها في أماكن يصعبُ ردّها.
إرسالُ ألكاراز الأول ثابت ويُمكن أن يصل إلى سرعة 140 ميلًا في الساعة، ولكنه في العادة يتراوحُ بين 115 إلى 125 ميلًا في الساعة حيث يمزجُ بين القوّة والدقّة، كما يمتازُ بإرسال ثان جيّد يُضيف له في بعض المرات تسريعًا علويًا، من أجل الحصول على ارتداد عالي من الملعب. عادةً ما تتراوحُ إرسالات ألكاراز الثانيّة بين 93 إلى 106 ميلًا في الساعة.
يتمتعُ ألكاراز كذلك بقوّة بدنيّة ملحوظة، فضلًا عن سرعته التي تُمكّن من التحول من الخطّ الخلفي للأمامي ومن الأمامي الخلفي كما تُساعده هذه السرعة على الوصول للكرات بشكل أسرع وبالتالي وقت كافي لاختيار طريقة ومكان التسديد. إنّ سرعة ألكاراز وطريقة لعبه جعلت الكثير يُقارنه معَ مواطنه رافاييل نادال في شبابه، كما قُورن معَ نوفاك دجوكوفيتش في موضوعِ تغطية الملعب والانزلاقات على الملاعب والمرونة الجسديّة فضلًا عن قدرة اللاعب الإسباني على تحييد هجوم خصمه بالردّ عليه بتسديدات هجوميّة أخرى أو كرات مخادعة في أماكن صعبة.

## روابط خارجية
- الصفحة الخاصة باللاعب كارلوس ألكاراز في موقع رابطة محترفي كرة المضرب.

- كارلوس ألكاراز في موقع الاتحاد الدولي لكرة المضرب